# Шёхолт
Шёхолт (нюнорск Sjøholt) — населённый пункт и административный центр коммуны Эрскуг в фюльке Мёре-ог-Ромсдал в Норвегии.
Расположен обособленно на северном склоне Стур-фьорда в десяти километрах к востоку от посёлка Скодье и посередине пути между городами Олесунн и Молде по трассе E39 и E136. К югу, в 18 км от Шёхолта, расположен посёлок Стурдал.
Численность населения составляет 1525 человек (2016). Официальным языком является нюнорск.
| 2007 | 2012  | 2013  | 2015  | 2016  |
| ---- | ----- | ----- | ----- | ----- |
| 1167 | ↗1302 | ↗1436 | ↗1485 | ↗1525 |